# Мамедов, Худу Сурхай оглы
Худу Сурхай оглы Мамедов (азерб. Xudu Surxay oğlu Məmmədov; 14 декабря 1927, Марзили — 15 октября 1988, Баку) ― советский азербайджанский ученый, академик Академии наук Азербайджана, доктор геолого-минералогических наук, профессор. Идеолог национального движения Азербайджана.

## Биография
Родился 14 декабря 1927 года в селе Марзили Агдамского района Азербайджанской ССР. 
В 1951 году окончил геологический факультет геолого-географического факультета Бакинского государственного университета, после этого начал работать в Институте химии Академии наук Азербайджана.
Затем поступил в аспирантуру Института кристаллографии АН СССР. В 1955 году Мамедов успешно защитил диссертацию на тему «Кристаллическая структура минералов ксонотлита и волластонита» на Учёном совете Института кристаллографии АН СССР.
В 1970 году защитил докторскую диссертацию, избран профессором в 1973 году. В 1976 году стал членом-корреспондентом АН Азербайджана.
Умер 15 октября 1988 года в Баку.

## Научная деятельность
С 1957 года работал заведующим лабораторией структурной химии Института неорганической и физической химии АН Азербайджана. Его основная научная работа находится в области кристаллохимии. В 1960 году написал монографию «Кристаллохимия силикатов и гидросиликатов кальция». 
Определил структуру многих силикатных соединений, в том числе боратов, карбонатов, полупроводников и др.
Худу Мамедов несколько раз встречался с Джоном Берналом, а в 1966 году проработал в его лаборатории в течение года. 
Автор 250 научных работ, 10 авторских свидетельств и 3 монографий. Под руководством Мамедова подготовлено 10 докторов и 35 кандидатов наук.

## Творчество
Помимо своей научной деятельностью Мамедов известен своими баятами:
Яйцо сырым не чистят,

Звезд на небе не сосчитать,

Все народы проснулись,

Мой народ не просыпается.

                                           

Пусть наука и мои руки, 

будут мне помощниками

Если кому-то стану обузой, 

то пусть смерть станет избавлением.

## Награды
Худу Мамедов был награжден орденом «Знак Почета» в 1967 году, орденом Трудового Красного Знамени в 1986 году.
В 1990 году Правлением Народного фронта Азербайджана Худу Мамедов был посмертно награждён премией Мамед Амина Расулзаде за заслуги перед национально-освободительным движением.

## Сочинения
- Məmmədov XS "Kalsium silikatları və hidrosilikatlarının kristallokimyası". Bakı. Azərb.EA-nın nəşriyyatı. 1960.128 с.
- Məmmdov XS, mirəslanov İ.R., Ncəfov HN, Mürsliyev AA "Naxışların yaddaşı". Azərb.Dövlət nəşriyyatı. Баку, 1981. 102 с.
- "Элим кöмəйим олсун" Баку, 2002, 121 с.
- "Курдум ки, изим кала" Баку, 2007. 360 с.
- Мамедов Х.С., Бахтияров И.Х. "Параметры перитектических функций" Баку, ИФАН. 1988. 57 с.
- Доклады Академии Наук СССР: «О кристаллической структуре ринкита [Na (Ca, Ce) 2 (Ti, Ce) O- (Si2O7) F]», 1963 г. Том 150. №12, стр.167-170.
- Доклады Академии Наук СССР: «О кристаллической структуре минералов группы мурманита --оносовита», 1965, Том 162. №3, стр.1409-1411.
- Журнал структурной химии: «Кристаллическая и молекулярная структура бис - (- O-бензол-бензоата) медь (II) п-1-анилина», 1979, Том 20, №1, стр.89-93
- Доклады Академии Наук Азерб.ССР: «Кристаллическая и молекулярная структура п-нитробензоата диспрозия (III)», 1981, Том 37, №2, стр.42-45
- Журнал "Координационная химия": "Исследование термического разложения п-оксибензоатов металлов", 1986, Том 12, Выпуск 1. стр.37-46
- Журнал структурной химии "Структура дегидрата био (фермиато) био (никотинамит) диаквомеди (II)", 1986, Том 27, №2, стр.123-132
- Журнал "Координационная химия" "Кристаллическая и молекулярная структура комплекса [Pb (o-HOC6H4COO) 2H2o]", 1987, Том 13, Выпуск 10, стр.1412-1417